# François Gigot de Lapeyronie
Pour les articles homonymes, voir Lapeyronie.
François La Peyronie, né le 15 janvier 1678 à Montpellier et mort le 24 avril 1747 à Versailles, est un chirurgien français. Il est notamment le premier chirurgien et confident du roi Louis XV.

## Biographie
Premier fils des neuf enfants d'Isabeau Subreville et de Raymond La Peyronie, originaire de Lectoure en Guyenne. Celui-ci est reçu barbier chirurgien à Montpellier, tandis que le jeune François fait ses études au collège des jésuites de sa ville.
Ses parents veulent qu'il soit médecin, mais rien, même les sollicitations du professeur Chirac de la faculté de médecine de Montpellier, ne peut le détourner de la chirurgie. Étudiant à la faculté de Montpellier, il suit en même temps les démonstrations d'anatomie publiques et particulières de Jean Nissole (1602-1689) et accompagne les chirurgiens Germain et Berancy dans leurs visites.
Le 17 février 1695, il obtient, à l'âge de 17 ans, avec une dispense d'âge, son diplôme de maistre-chirurgien et barbier de Montpellier,. Son père l'ayant envoyé se perfectionner à Paris, il loge chez le chirurgien-major de la Charité, Georges Mareschal.
De retour à Montpellier, en 1697, il fait profiter ses étudiants de ce qu'il a appris dans la capitale, en faisant d'abord chez lui des leçons particulières d'anatomie et de chirurgie très suivies, qui lui attirent rapidement un nombre considérable d'étudiants. La réussite de plusieurs opérations très délicates fait sa réputation.
En 1701, il est reçu dans la Confrérie des Pénitents blancs de Montpellier. Une place de chirurgien en chef de l'Hôtel-Dieu Saint-Éloi de Montpellier étant venue à vaquer, en 1702, il en est pourvu à l'âge de vingt-quatre ans. Quelque temps après, sélectionné comme démonstrateur public d'anatomie des écoles de médecine de Montpellier, poste qu'il occupe plusieurs années avec succès, il enseigne et dissèque devant les étudiants.
En 1704, il est requis par le maréchal de Villars pour remplir les fonctions de chirurgien en chef de l'armée des Cévennes lors de la campagne contre les camisards. En 1709, de retour dans sa ville natale, la Société royale des sciences de Montpellier, alors placée au même rang que l'Académie des sciences de Paris, ayant été établie, il en est nommé associé anatomiste par les lettres patentes et il lui communique ses premiers travaux. Ayant enlevé avec succès la moitié de la voûte du crâne au marquis de Vizzani, le pape Clément IX, auprès duquel le patient exerce une charge considérable, lui envoie à cette occasion l'ordre de l'Éperon d'or et une médaille d'or.
Sa réputation est telle que Pierre Chirac, devenu premier médecin du régent, le fait appeler à Paris pour y opérer le duc de Chaulnes d'une fistule, traitée jusqu'alors sans succès par les médecins de la capitale. Son patient se met alors en tête de  faire exercer Lapeyronie à Paris : non seulement il use de son crédit auprès du roi pour l'attirer dans la capitale mais, de plus, il achète, pour son compte et à son insu, la charge de chirurgien de la prévôté. Établi à Paris en 1717, Lapeyronie est nommé presque immédiatement aux postes de professeur d'anatomie au collège des chirurgiens de Saint-Côme, démonstrateur au Jardin du Roi et chirurgien en chef de la Charité.
Ayant acquis, en 1719, la survivance de la charge de premier chirurgien du roi, il assiste Mareschal jusqu'à sa mort en 1736, date à laquelle il devient premier chirurgien et chef de la chirurgie du royaume. Admis dans l'intimité du roi, il obtient en 1720 un appartement au palais des Tuileries, ce qui le rapproche de la personne du roi dont la principale résidence est alors à Paris. L'année suivante, ce dernier étant tombé malade, quoiqu'il ne soit pas encore premier chirurgien titulaire, La Peyronie le saigne. Peu après sa guérison, Louis XV lui expédie des lettres de noblesse.
En 1726, il devient propriétaire après adjudication de la terre de Marigny-en-Orxois dans l'Aisne et devient seigneur de Marigny.
De concert avec Mareschal, en 1724 il obtient du roi la création de cinq nouveaux démonstrateurs dans les écoles presque détruites de chirurgie. En 1731, ils obtiennent la fondation de l'Académie royale de chirurgie. L'année de sa nomination à la survivance de la charge de premier chirurgien, il est consulté deux fois par le tsar Pierre le Grand, qui se trouve alors à Paris. En 1738, une opération très douloureuse sur un abcès à la joue du dauphin, âgé de 9 ans, lui vaut une nouvelle pension de Louis XV, qui a pourtant mal supporté de voir le visage de son fils, très courageux, déformé par les instruments chirurgicaux.
Nommé associé libre de l'Académie royale des sciences en 1731, il est président de l'Académie royale de chirurgie de 1736 à 1747. Il appartient également à diverses Académies étrangères. N'ayant publié aucun ouvrage étendu, les écrits qui restent de lui se bornent à des mémoires et à des observations consignés dans les recueils des académies auxquelles il appartient. Lui succédant à la tête de l'Académie de chirurgie et en tant que premier chirurgien du roi, Germain Pichault de La Martinière poursuit son œuvre en achevant d'organiser cette institution.
Ambitionnant de mettre les chirurgiens à égalité avec les médecins, il obtient en 1739 le grade de docteur en médecine à l'université de Reims:199, lui permettant de briguer la charge, laissée vacante par Jean-Baptiste Silva, de médecin consultant de Louis XV, dont il a reçu l'année suivante une pension de dix mille livres. Très engagé dans l'antagonisme qui oppose alors les médecins et les chirurgiens de Paris, il remporte un succès décisif en faveur de la chirurgie, en obtenant de Louis XV l'ordonnance royale du 23 avril 1743, en vertu de laquelle il fallait désormais être lettré et pourvu du grade de maitre ès-arts pour aspirer au titre de chirurgien de Paris, scellant ainsi définitivement la séparation entre chirurgiens et barbiers.
Le 26 avril 1744, La Peyronie accompagne Louis XV à la tête de l'armée de Flandre, et il est constamment près de lui dans les trois campagnes. Comme chef de la chirurgie du royaume, il fait l'inspection des hôpitaux de l'armée, où il pratique, comme sur les champs de bataille, les opérations majeures de même que les moins importantes, faisant jusqu'à de simples pansements. Il ne voit pourtant pas la conclusion de la paix, étant mort après deux mois d'une fièvre accompagnée de douleurs aiguës, à Versailles.
La Peyronie a lutté, pendant une partie de sa vie, pour promouvoir la chirurgie. Sa philanthropie est surtout évidente dans sa terre de Marigny, dont il a converti le château en une sorte d'hospice ouvert aux indigents. Il lègue sa fortune presque entière aux établissements qu'il a conservés, augmentés ou créés, et tous consacrés à l'enseignement, à l'exercice ou au perfectionnement de la chirurgie. Frais d'enseignement, institution de prix annuels, fondation d'une bibliothèque, rentes considérables destinées à encourager la chirurgie de toutes les manières et à en hâter les progrès, construction d'un amphithéâtre, legs aux hôpitaux pour assurer des cadavres aux démonstrateurs d'anatomie, etc., tels sont les articles principaux des dispositions de son testament,. Les fonds qu'il lègue permettent notamment l'édification à Montpellier de l'hôtel Saint-Côme, doté d'un amphithéâtre d'anatomie comparable à celui du collège Saint-Côme de Paris.

## Éponymie: la maladie de Lapeyronie
Lapeyronie a décrit la maladie de Lapeyronie, ou induration plastique des corps caverneux, en 1743. Relativement fréquente (entre 3 et 9% des hommes), elle se caractérise par l'apparition d'une ou plusieurs plaques fibreuses au niveau de l'enveloppe des corps caverneux de la verge : l'albuginée. Souvent responsable de douleurs et d'une courbure de la verge en érection, cette maladie retentit sur la fonction sexuelle avec un impact psychologique non négligeable.

## Hommages

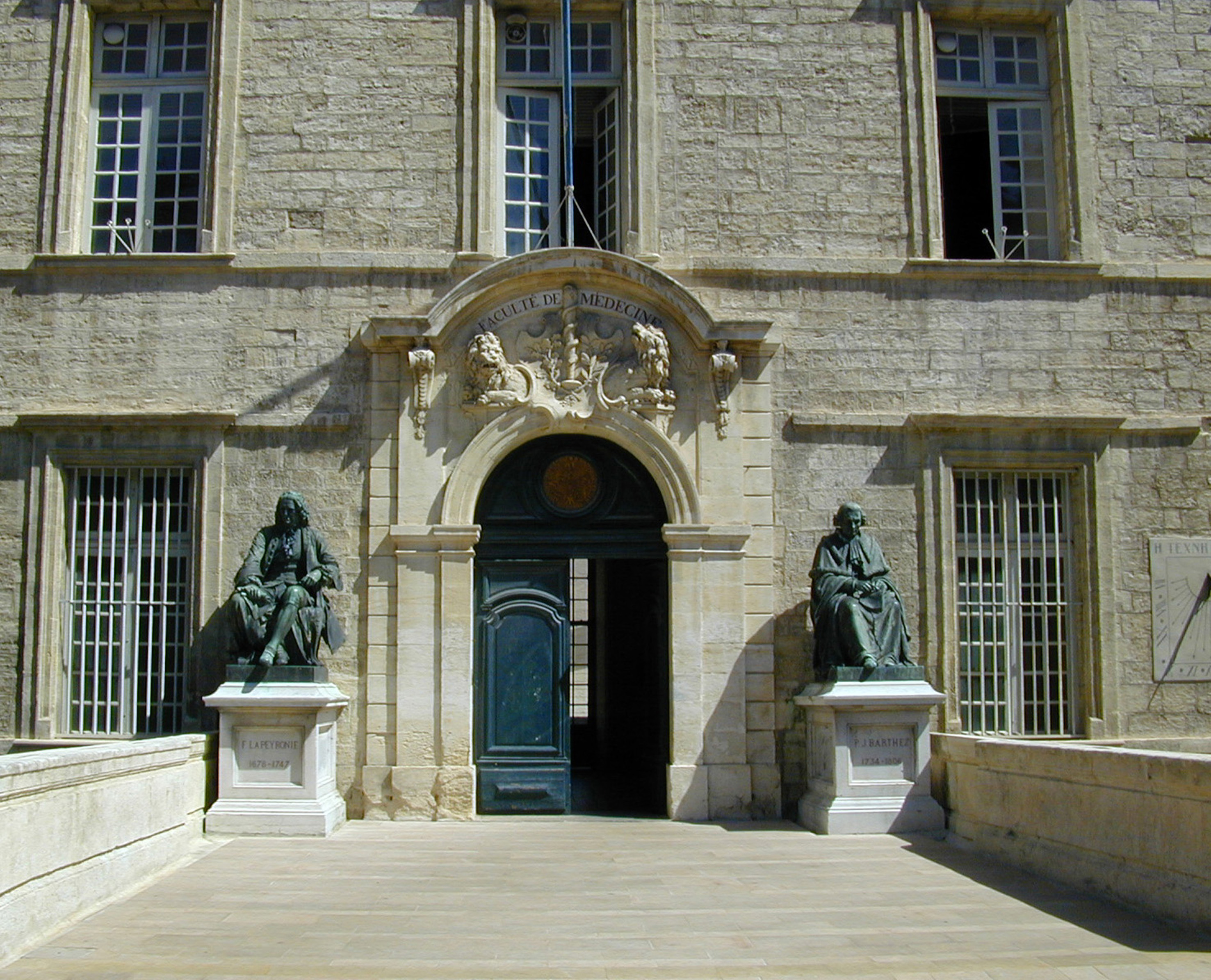
Statues de Paul-Joseph Barthez et Lapeyronie devant la faculté de médecine de Montpellier.

- À Montpellier, un hôpital, une rue du centre-ville qu'il a habitée de 1697 à 1715, ainsi qu'une station du tramway portent aujourd'hui son nom.
- Sa statue figure à l'entrée de la faculté de médecine de Montpellier à côté de celle de Paul-Joseph Barthez. La faculté possède également un buste en terre cuite de Lapeyronie réalisé par Lemoyne[19].

## Publications
- Mémoire pour le sieur François La Peyronie, premier chirurgien du roi, et les prévôts et collége des maitres en chirurgie de Paris, contre le doyen et docteurs-régents de la Faculté de médecine de Paris, et contre l'Université de Paris, Paris, 1744, 266 p., in-4°Cet ouvrage est, avec les Recherches critiques de Quesnay, ce qui est sorti de plus important de toutes ces disputes. Lapeyronie passe pour auteur de divers autres écrits polémiques auxquels il n'a pas mis son nom.
- Mémoire contenant plusieurs observations sur les maladies du cerveau, par lesquelles on tâche de découvrir le véritable lieu du cerveau dans lequel l'ame exerce ses fonctions » : lu dans une assemblée publique de la Société royale des sciences de Montpellier en 1708, Lyon, 1766, in-4°Ce mémoire a d'abord paru par extrait dans le Journal de Trévoux, en 1709. Lapeyronie l'a ensuite augmenté de plusieurs observations, et présenté à l'Académie royale des sciences de Paris, qui l'a publié dans ses Mémoires pour l'année 1741. On le retrouve dans le tome premier des Mémoires de la Société royale des sciences de Montpellier.
- « Observation sur une excroissance de la matrice », Mémoires de l'Académie des sciences de Montpellier, t. I.
- « Observation sur la dernière phalange du pouce, arrachée avec tout le tendon de son muscle fléchisseur, et une partie de ce muscle », Mémoires de l'Académie des sciences de Montpellier, t. I.
- « Observation sur une grande opération de chirurgie », Mémoires de l'Académie des sciences de Montpellier, t. I.
- « Sur les petits œufs de poule sans jaune, que l'on appelle vulgairement œufs de coq », Mémoires de l'Académie des sciences de Montpellier, t. I.
- « Description anatomique d'un animal connu sous le nom de musc », Mémoires de l'Académie des sciences de Paris pour 1731.
- « Observations avec des réflexions sur la cure des hernies avec gangrène », Mémoires de l'Académie royale de chirurgie, t. I.
- « Mémoire sur quelques obstacles qui s'opposent à l'éjaculation naturelle de la semence », Mémoires de l'Académie royale de chirurgie, t. I.
- « Observation sur un étranglement de l'intestin, causé intérieurement par l'adhérence de l'épiploon au-dessus de l'anneau », Mémoires de l'Académie royale de chirurgie, t. I,‎ 1743 ?Le même volume des mémoires de l'Académie royale de chirurgie renferme en outre une quinzaine d'observations de Lapeyronie, publiées isolément ou rapportées dans des mémoires d'autres membres de l'Académie.